# Andreas Lesser
Andreas Lesser (* 17. Dezember 1952 in München) ist ein deutscher Kaufmann und Heimatforscher.

## Leben
Andreas Lesser legte 1971 sein Abitur am Luitpold-Gymnasium München ab und studierte danach Betriebswirtschaftslehre an der Ludwig-Maximilians-Universität, die er 1976 als Diplom-Kaufmann verließ. Während des Studiums spezialisierte er sich auf Steuerrecht und Revisionswesen sowie Privatrecht. Noch als Student war Lesser Beirat in mehreren Kapitalanlagegesellschaften. Seit 1973 war Andreas Lesser als Finanzberater tätig. Daneben spezialisierte er sich auf die Vermögensverwaltung von Familien. Ferner war er bis 1996 im Immobiliengeschäft in den USA, Großbritannien und Australien aktiv.
Die 1993 gegründete TONI KG in München leitet er seitdem als persönlich haftender Gesellschafter sowie seit 2017 zusätzlich die TONI Neuried KG.
Andreas Lesser ist ein Nachfahre des Pfarrers und Polyhistors Friedrich Christian Lesser (1692–1754) aus Nordhausen am Harz. 1983 kam er durch seine Ahnenforschung erstmals nach Nordhausen und besucht seitdem jedes Jahr die Stadt. 1992 gründete er die Lesser Sanierungs GbR, die ausschließlich auf Nordhausen fokussiert ist, und begann mit der Sanierung von Häusern in der Stadt.
Zudem engagierte sich Andreas Lesser im Bund Naturschutz in Bayern e. V., im Verband Wirtschaftsjunioren Deutschland e. V. (4 Jahre als Leiter des Arbeitskreises Ökologie/Ökonomie), in der Gesellschaft für Bedrohte Völker in Göttingen e. V. (für die australischen Ureinwohner sowie als Kassenprüfer), als Mitglied auf Lebenszeit in der Australian Conservation Foundation und der britischen Denkmalvereinigung National Trust.
Am 2. Oktober 2004 wurde Lesser die Ehrenbürgerwürde von Nordhausen verliehen.
Lesser engagierte sich während der Gründungsphase der Alternative für Deutschland im ersten Halbjahr 2013 für die Partei. Im Mai 2013 war er Vorsitzender des Kreisverbands München-West/Mitte. Nach dem bayerischen Parteitag 2013 trat er aus der Partei aus.
In Anerkennung seiner vielfältigen und langjährigen Förderung der Stadtgeschichtsforschung und darüber hinaus, insbesondere zu den Reichsstädten in der Vormoderne, sowie der Stadtentwicklung in Mühlhausen wurde Andreas Lesser am 12. November 2022 die Ehrenbürgerwürde der Stadt Mühlhausen verliehen.
Im Juni 2024 spendete Lesser 50.000 Euro an die CDU.

## Stiftung
Die Stiftung wurde 1992 von Heinz Lesser und Anneliese Lesser mit ihrem Sohn Andreas Lesser am 300. Geburtstag von Friedrich Christian Lesser zu dessen Erinnerung gegründet. Ursprünglich betrug das Stiftungsvermögen 50.000 Euro und wurde bis zum Jahr 2000 auf 200.000 Euro aufgestockt. Alle Immobilien der Lesser Sanierungs GbR wurden 2001 an die 1992 errichtete Friedrich-Christian-Lesser-Stiftung übertragen. Mittlerweile beträgt das Stiftungsvermögen fünf Millionen Euro.
Die Friedrich-Christian-Lesser-Stiftung fördert mit den Erträgen ihres Grundstockvermögens Projekte im Bereich der Geschichte Thüringens. Seit 2016 etwa die Forschungsstelle für Regionalgeschichte Thüringens an der Universität Jena mit 50.000 Euro jährlich. Zudem werden seit 2018 vier Postdoc- und drei Promotionsstipendien an Studenten aus Osteuropa vergeben. Ein Forschungsvorhaben am Codex diplomaticus Saxoniae regiae wird von der Stiftung unterstützt. Darüber hinaus gab es noch weitere Einzelförderungen.

## Auszeichnungen
- 2004: Ehrenbürgerwürde von Nordhausen[1]
- 2017: Verdienstorden des Freistaats Thüringen[10]
- 2022: Ehrenbürgerwürde der Stadt Mühlhausen[3]

## Werke
- Die albertinischen Leibärzte vor 1700 und ihre verwandtschaftlichen Beziehungen zu Ärzten und Apothekern. Petersberg 2015, ISBN 978-3-7319-0285-0.
- mit Gerhard Göke: Johann Andreas Lesser, Tönnings Bürgermeister von 1800 bis 1807. Friedrich-Christian-Lesser-Stiftung, 1996, ISBN 3-930558-03-3.
- Friedrich Christian Lesser (1692–1754) und seine Vorfahren, insbesondere die Pfarrerfamilien Maior, Rothmaler und Sagittarius und die Familien Neefe und Stromer. Selbstverlag, 1992, ISBN 3-930558-01-7.
- Uran-Abbau auf dem Land der Aborigines in Australien. In: Florian Maderspacher, Peter E. Stüben (Hrsg.): Bodenschätze contra Menschenrechte. Vernichtung der letzten Stammesvölker und die Zerstörung der Erde im Zeichen des Fortschritts. Hamburg 1984, ISBN 3-88506-127-9.
- Die Aborigines in New South Wales. In: Zeitschrift Pogrom der Gesellschaft für bedrohte Völker e. V. Nr. 111, Göttingen 1984, S. 44–48.
- Die Aborigines in Südaustralien. 102-000 qkm zurückerstatten? In: Pogrom. Nr. 113, 1985, S. 37–41.
- Die Aborigines in Westaustralien. In: Pogrom. Nr. 118, 1985, S. 31–37.
- Abschnitte USA und Australien. In: Hans W. Langner (Hrsg.): Handbuch „Geldanlage auf internationalen Immobilienmärkten. Real Estate Worldwide“. verlag moderne industrie, Landsberg/Lech 1986.
- Atombombentests und Uranabbau in Australien. In: Pogrom. Nr. 135, 1987, S. 5f.
- Friedrich Christian Lesser (1692–1754) und seine historischen Veröffentlichungen. In: Beiträge zur Geschichte aus Stadt und Kreis Nordhausen. Bd. 27, Nordhausen 2002, S. 65–84.
- Aus dem Leben Friedrich Christian Lesser (1692–1754). In: Stadtarchiv Nordhausen (Hrsg.): Nordhäuser Nachrichten. Südharzer Heimatblätter. 13. Jhrg., 3. Quartal 2004, S. 1–3.
- Der Dorfpfarrer Friedrich Andreas Lesser (1722–1804) und seine Familie. In: Hildesheimer Jahrbuch für Stadt und Stift Hildesheim 2014/15. S. 293–306.
- Johann Maior. Biographie und Familie. In: Katharina Bracht (Hrsg.): Johann Maior (1564–1654). Professor der Theologie, Superintendent in Jena und Kirchenpolitiker im Dreißigjährigen Krieg. (= Schriften zur Geschichte der Theologischen Fakultät Jena. Bd. 1). Leipzig 2017, S. 19–68.